# Varbergs Stenkärlsfabrik
Varbergs Stenkärlsfabrik var en keramisk fabrik i Varberg, i drift från 1906 fram till årsskiftet 1939/1940.
Fabriken grundades som AB Stenkärlsfabriken Varberg av John Sallén, som tidigare arbetat vid Stenströmska stenkärlsfabriken i Göteborg. Fabrikslokalerna med ugn och lerhus låg i "Sibirien" vid Varbergs hamn. Man tillverkade huvudsakligen traditionellt hushållsgods i blyglaserat lergods, men även tekannor, nattkärl och blomkrukor. Leran importerades från Norge. År 1933 övertogs fabriken av Åke Pettersson, Thor Andersson och Ludvig Appelgren. Från denna tid tillverkades främst sylt- och blomkrukor men även prydnadsföremål som fruktskålar, vaser och ljusstakar med flammig glasyr. Med andra världskrigets utbrott år 1939 drabbades fabriken av problem med råvaruleveranser och bristande lönsamhet och lades ned.